# Agave
Pour les articles homonymes, voir Agave (homonymie) et Cabuya.
Genre
Classification APG III (2009)
Agave (du grec ancien ἀγαυή / agauê, « admirable ») est un genre de plantes de la famille des Asparagaceae. Les noms « pita », « maguey » ou « cabuya » leur sont aussi attribués.
Dans ce genre, plusieurs centaines d'espèces ont été décrites. Elles sont originaires du continent américain, principalement du Mexique mais aussi du sud-ouest des États-Unis, d'Amérique centrale et d'Amérique du Sud. Certaines espèces ont été acclimatées dans les régions méditerranéennes ou sur d'autres continents (en Indonésie notamment, par les colons néerlandais pour la production de fibres textiles).

## Description

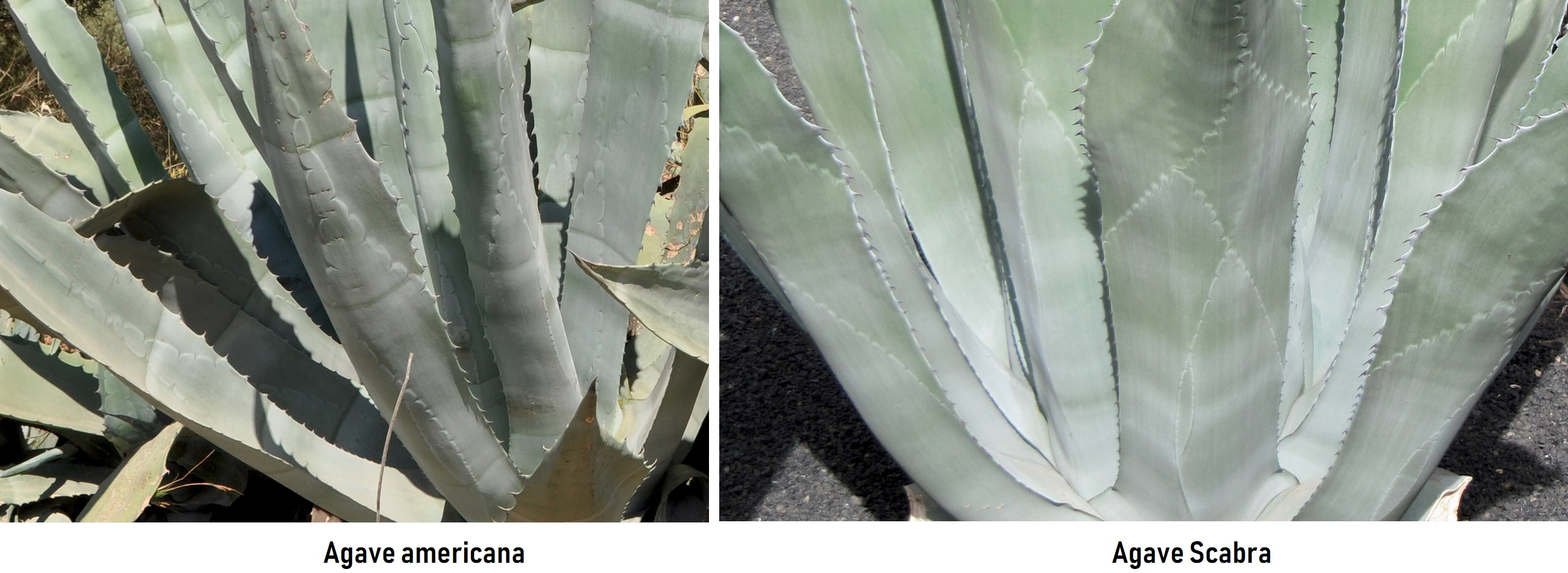
Traces du cœur de la plante sur les feuilles.

Les plantes du genre des agaves sont des plantes succulentes qui forment une rosette de feuilles épaisses, se terminant par une pointe acérée et présentant des bords épineux. Comme les Yucca, autre genre de la famille des Asparagaceae, les espèces du genre Agave sont appréciées comme plantes ornementales.
Les agaves ont une croissance lente et il faut attendre plusieurs années avant qu'ils ne fleurissent. C'est un genre dit monocarpique : les différentes espèces ne fleurissent qu'une seule fois avant de mourir. La grande hampe florale (jusqu'à 8 m de haut chez Agave americana) porte en général de nombreuses fleurs tubulaires. La multiplication sexuée est assurée par les graines ou de façon asexuée par des bulbilles, et également par des rejets  à la base de la rosette et dans un rayon d'un ou deux mètres, tout au long de la vie de l'individu et au moment de sa disparition après floraison.
Les agaves sont très souvent appelés de façon erronée aloès.

## Taxonomie
Les Agaves font partie de la famille des Asparagaceae (qui pouvait être incluse dans la famille proche des Liliaceae de précédentes classifications). La famille des Agavaceae de la classification de Cronquist n'est plus valide dans la classification APG III.
Le genre Agave est divisé en deux sous-genres : Agave et Littaea. L'identification des différentes et nombreuses espèces est difficile, certaines d'entre elles n'étant que des variations. L'origine géographique de certaines espèces est indéterminée.

## Étymologie
« Agave » vient du grec ancien ἀγαυός, qui signifie « digne d'admiration ». Il pourrait s'agir d'une référence à Agavé, tante de Dionysos dans la mythologie grecque, qui a instauré le culte de ce dernier, lié au vin, par analogie avec la boisson alcoolisée fabriquée à partir de certaines espèces du genre. En français, son  nom est masculin.

## Tableau des espèces acceptées
| Nom binominal              | Auteur(s)                                        | Année | Synonyme | Photo |
| -------------------------- | ------------------------------------------------ | ----- | --- | ----- |
| Agave acicularis           | Trel.                                            | 1913  | |       |
| Agave acklinicola          | Trel.                                            | 1913  | |       |
| Agave ajoensis             | W.C.Hodgs.                                       | 2001  | |       |
| Agave aktites              | Gentry                                           | 1972  | |       |
| Agave albescens            | Trel.                                            | 1913  | |       |
| Agave albomarginata        | Gentry                                           | 1982  | |       |
| Agave albopilosa           | I.Cabral, Villarreal & A.E.Estrada               | 2007  | |       |
| Agave americana            | L.                                               | 1753  | Agave altissima Agave americana foliis-variegatis Agave americana subsp. americana Agave americana var. marginata Agave americana var. mediopicta Agave americana var. picta Agave americana var. striata Agave americana var. subtilis Agave americana var. theometel Agave americana var. variegata Agave americana Agave communis Agave complicata Agave cordillerensis Agave felina Agave fuerstenbergii Agave gracilispina Agave ingens Agave killischea Agave melliflua Agave milleri Agave monstruosa Agave ornata Agave picta Agave ramosa Agave rasconensis Agave salmiana var. gracilispina Agave spectabilis Agave subtilis Agave subzonata Agave theometel Agave variegata Agave virginica Agave zonata                                                                   |       |
| Agave angustiarum          | Trel.                                            | 1920  | |       |
| Agave angustifolia         | Haw.                                             | 1812  | Agave aboriginum Agave angustifolia var. marginata Agave angustifolia var. nivea Agave angustifolia var. variegata Agave bergeri Agave breedlovei Agave bromeliifolia Agave costaricana Agave cuspidata Agave donnell-smithii Agave elongata Agave endlichiana Agave excelsa Agave flaccida Agave flavovirens Agave houlletii Agave ixtli Agave ixtlioides Agave jacquiniana Agave kirchneriana Agave lespinassei Agave lurida var. jacquiniana Agave nivea Agave owenii Agave pacifica Agave panamana Agave prainiana Agave prolifera Agave punctata Agave rigida var. longifolia Agave serrulata Agave sicifolia Agave theoxmuliana Agave vivipara var. bromeliifolia Agave vivipara var. marginata Agave vivipara var. nivea Agave wightii Agave yaquiana Agave yxtli Agave zapupe |       |
| Agave anomala              | Trel.                                            | 1913  | |       |
| Agave antillarum           | Desc.                                            | 1827  | Agave antillarum var. antillarum |       |
| Agave applanata            | K.Koch                                           | 1862  | Agave applanata var. spectabilis Agave cinerascens Agave spectabilis |       |
| Agave arcedianoensis       | arcedianoensis Cházaro, O.M.Valencia & A.Vázquez | 2007  | |       |
| Agave arizonica            | Gentry & Webber                                  | 1970  | |       |
| Agave arubensis            | Hummelinck                                       | 1936  | |       |
| Agave asperrima            | Jacobi                                           | 1864  | Agave asperrima subsp. asperrima Agave caeciliana Agave scabra Agave wislizeni |       |
| Agave atrovirens           | Karw. ex Salm-Dyck                               | 1834  | Agave atrovirens var. atrovirens Agave atrovirens var. cochlearis Agave atrovirens var. latissima Agave atrovirens var. marginata Agave canartiana Agave coccinea Agave deflexispina Agave gracilis Agave latissima Agave macroculmis Agave ottonis Agave schlechtendahlii |       |
| Agave attenuata            | Salm-Dyck                                        | 1834  | Agave attenuata subsp. attenuata Agave attenuata var. compacta Agave attenuata var. latifolia Agave attenuata var. paucibracteata Agave attenuata var. subundulata Agave cernua Agave glaucescens |       |
| Agave aurea                | Brandegee                                        | 1889  | |       |
| Agave avellanidens         | Trel.                                            | 1911  | |       |
| Agave bahamana             | Trel.                                            | 1913  | |       |
| Agave beauleriana          | Jacobi                                           | 1869  | Agave franzosinii |       |
| Agave boldinghiana         | Trel.                                            | 1913  | |       |
| Agave bovicornuta          | Gentry                                           | 1942  | |       |
| Agave braceana             | Trel.                                            | 1913  | |       |
| Agave bracteosa            | S.Watson ex Engelm.                              | 1882  | |       |
| Agave brevipetala          | Trel.                                            | 1927  | |       |
| Agave brevispina           | Trel.                                            | 1927  | |       |
| Agave brittoniana          | Trel.                                            | 1913  | Agave brittoniana subsp. brachypus Agave brittoniana var. brachypus Agave brittoniana subsp. sancti-spirituensis |       |
| Agave bulliana             | Thiede & Eggli                                   | 1999  | Bravoa bulliana Polianthes mexicana Prochnyanthes bulliana Prochnyanthes mexicana Prochnyanthes viridescens |       |
| Agave cacozela             | Trel.                                            | 1913  | |       |
| Agave cajalbanensis        | A.Álvarez                                        | 1980  | |       |
| Agave calodonta            | A.Berger                                         | 1912  | Agave scolymus |       |
| Agave cantala              | Roxb. ex Salm-Dyck                               | 1829  | Agave cantala var. cantala Agave bulbifera Agave candelabrum Agave cantula Agave rumphii Agave stenophylla |       |
| Agave capensis             | Gentry                                           | 1978  | |       |
| Agave caribaeicola         | Trel.                                            | 1913  | Agave caribaea Agave grenadina Agave martiana Agave medioxima Agave unguiculata Agave ventum-versa |       |
| Agave caymanensis          | Proctor                                          | 2012  | |       |
| Agave cerulata             | Trel.                                            | 1911  | Agave cerulata subsp. cerulata |       |
| Agave chazaroi             | A.Vázquez & O.M.Valencia                         | 2007  | |       |
| Agave chiapensis           | Jacobi                                           | 1866  | Agave teopiscana |       |
| Agave chrysantha           | Peebles                                          | 1935  | Agave palmeri subsp. chrysantha Agave palmeri var. chrysantha |       |
| Agave chrysoglossa         | I.M.Johnst.                                      | 1924  | |       |
| Agave cocui                | Trel.                                            | 1913  | Agave cocui var. cucutensis Agave cocui var. laguayrensis |       |
| Agave collina              | Greenm.                                          | 1897  | |       |
| Agave colorata             | Gentry                                           | 1942  | |       |
| Agave congesta             | Gentry                                           | 1982  | |       |
| Agave convallis            | Trel.                                            | 1920  | Agave dissimulans |       |
| Agave cundinamarcensis     | A.Berger                                         | 1915  | |       |
| Agave cupreata             | Trel. & A.Berger                                 | 1915  | |       |
| Agave dasylirioides        | Jacobi & C.D.Bouché                              | 1865  | Agave dasylirioides var. dealbata Agave dealbata var. nana Agave intrepida |       |
| Agave datylio              | F.A.C.Weber                                      | 1902  | Agave datylio var. datylio |       |
| Agave de-meesteriana       | Jacobi                                           | 1864  | Agave ananassoides Agave desmetiana Agave miradorensis var. regeliana Agave regeliana |       |
| Agave decipiens            | Baker                                            | 1892  | |       |
| Agave delamateri           | W.C.Hodgs. & Slauson                             | 1995  | |       |
| Agave deserti              | Engelm.                                          | 1875  | Agave deserti var. deserti Agave consociata |       |
| Agave difformis            | A.Berger                                         | 1915  | Agave haynaldii |       |
| Agave durangensis          | Gentry                                           | 1982  | |       |
| Agave dussiana             | Trel.                                            | 1913  | Agave montserratensis |       |
| Agave eggersiana           | Trel.                                            | 1913  | |       |
| Agave ehrenbergii          | Jacobi                                           | 1865  | Agave ehrenbergiana Agave laurentiana Agave legrelliana var. breviflora Agave melanacantha |       |
| Agave ellemeetiana         | Jacobi                                           | 1865  | Agave ellemeetiana var. subdentata |       |
| Agave ensifera             | Jacobi                                           | 1868  | Agave lophantha var. latifolia Agave univittata var. latifolia |       |
| Agave evadens              | Trel.                                            | 1913  | |       |
| Agave felgeri              | Gentry                                           | 1972  | |       |
| Agave filifera             | Salm-Dyck                                        | 1834  | Agave filamentosa Agave filifera var. adornata Agave filifera var. filamentosa Agave filifera var. pannosa Agave filifera var. superba Agave pseudofilifera Bonapartea filamentosa |       |
| Agave flexispina           | Trel.                                            | 1920  | |       |
| Agave fortiflora           | Gentry                                           | 1972  | |       |
| Agave fourcroydes          | Lem.                                             | 1864  | Agave fourcroydes var. espiculata Agave rigida var. elongata Agave sullivanii |       |
| Agave funkiana             | K.Koch & C.D.Bouché                              | 1860  | |       |
| Agave garciae-mendozae     | Galván & L.Hern.                                 | 2002  | |       |
| Agave geminiflora          | Ker Gawl.                                        | 1817  | Agave angustissima Agave geminiflora var. filamentosa Agave geminiflora var. filifera Bonapartea flagelliformis Bonapartea juncea Dracaena boscii Dracaena filamentosa Littaea geminiflora Littaea juncea Tillandsia juncea Yucca boscii |       |
| Agave gentryi              | B.Ullrich                                        | 1990  | |       |
| Agave ghiesbreghtii        | Lem. ex Jacobi                                   | 1864  | Agave ghiesbrechtii Agave gilbeyi Agave huehueteca Agave leguayana Agave purpusiorum Agave roezliana var. gilbeyi Agave rohanii |       |
| Agave gigantensis          | Gentry                                           | 1978  | |       |
| Agave gilbertii            | A.Berger                                         | 1904  | Agave bakeri |       |
| Agave glomeruliflora       | A.Berger                                         | 1915  | Agave chisosensis Agave heteracantha Agave lechuguilla |       |
| Agave gomezpompae          | Cházaro & Jimeno-Sevilla                         | 2010  | |       |
| Agave gracilipes           | Trel.                                            | 1911  | |       |
| Agave grisea               | Trel.                                            | 1913  | Agave grisea var. cienfuegosana Agave grisea var. obesispina |       |
| Agave guadalajarana        | Trel.                                            | 1920  | |       |
| Agave guiengola            | Gentry                                           | 1960  | |       |
| Agave gypsophila           | Gentry                                           | 1982  | |       |
| Agave harrisii             | Trel.                                            | 1913  | |       |
| Agave havardiana           | Trel.                                            | 1911  | |       |
| Agave hiemiflora           | Gentry                                           | 1982  | |       |
| Agave hookeri              | Jacobi                                           | 1866  | |       |
| Agave horrida              | Lem. ex Jacobi                                   | 1864  | Agave horrida subsp. horrida Agave desmetiana Agave grandidentata Agave horrida var. laevior Agave horrida macrodontha Agave horrida var. micracantha Agave maigretiana Agave regeliana Agave triangularis var. rigidissima |       |
| Agave hurteri              | Trel.                                            | 1915  | Agave samalana |       |
| Agave impressa             | Gentry                                           | 1982  | |       |
| Agave inaequidens          |                                                  |       | Agave inaequidens subsp. inaequidens Agave bourgaei Agave crenata Agave fenzliana Agave hookeri Agave megalacantha Agave mescal Agave reginae |       |
| Agave inaguensis           | Trel.                                            | 1913  | |       |
| Agave indagatorum          | Trel.                                            | 1913  | |       |
| Agave intermixta           | Trel.                                            | 1913  | |       |
| Agave isthmensis           | A.García-Mend. & F.Palma                         | 1993  | |       |
| Agave jaiboli              | Gentry                                           | 1972  | |       |
| Agave jarucoensis          | A.Álvarez                                        | 1980  | |       |
| Agave karatto              | Mill.                                            | 1768  | Agave barbadensis Agave keratto Agave kerrato Agave kerratto Agave nevidis Agave obducta Agave salm-dyckii Agave scheuermaniana Agave trankeera Agave van-groliae |       |
| Agave karwinskii           | Zucc.                                            | 1832  | Agave bakeri Agave corderoyi Agave laxa |       |
| Agave kerchovei            | Lem.                                             | 1864  | Agave beaucarnei Agave expatriata Agave inopinabilis Agave kerchovei var. beaucarnei Agave kerchovei var. macrodontha Agave noli-tangere |       |
| Agave kewensis             | Jacobi                                           | 1866  | Agave grijalvensis |       |
| Agave lagunae              | Trel.                                            | 1915  | |       |
| Agave lechuguilla          | Torr.                                            | 1859  | Agave heteracantha Agave lophantha var. tamaulipasana Agave multilineata Agave poselgeri Agave univittata var. tamaulipasana |       |
| Agave longipes             | Trel.                                            | 1913  | |       |
| Agave macroacantha         | Zucc.                                            | 1832  | Agave besseriana Agave flavescens var. macroacantha Agave integrifolia Agave linearis Agave macroacantha var. integrifolia Agave oligophylla Agave pugioniformis Agave subfalcata |       |
| Agave manantlanicola       | Cuevas & Santana-Michel                          | 2012  | |       |
| Agave mapisaga             | Trel.                                            | 1920  | Agave mapisaga var. lisa Agave salmiana var. angustifolia Agave salmiana var. recurvata |       |
| Agave margaritae           | Brandegee                                        | 1889  | Agave connochaetodon |       |
| Agave marmorata            | Roezl                                            | 1883  | Agave todaroi |       |
| Agave maximiliana          | Baker                                            | 1877  | Agave maximiliana var. maximiliana Agave conjuncta Agave gustaviana |       |
| Agave mckelveyana          | Gentry                                           | 1970  | |       |
| Agave microceps            | A.Vázquez & Cházaro                              | 2007  | Agave filifera subsp. microceps |       |
| Agave millspaughii         | Trel.                                            | 1913  | |       |
| Agave minor                | Proctor                                          | 2005  | |       |
| Agave missionum            | Trel.                                            | 1913  | Agave portoricensis |       |
| Agave mitis                | Mart.                                            | 1848  | Agave botterii Agave bouchei Agave celsiana Agave celsii Agave densiflora Agave haseloffii Agave micracantha var. picta Agave oblongata Agave rupicola var. bouchei Agave rupicola var. brevifolia Agave rupicola var. longifolia Agave rupicola var. rubridentata Agave sartorii var. oblongata |       |
| Agave montana              | Villarreal                                       | 1996  | |       |
| Agave montium-sancticaroli | García-Mend.                                     | 2007  | |       |
| Agave moranii              | Gentry                                           | 1978  | |       |
| Agave multifilifera        | Gentry                                           | 1972  | Agave filifera subsp. multifilifera |       |
| Agave murpheyi             | Gibson                                           | 1935  | |       |
| Agave nashii               | Trel.                                            | 1913  | |       |
| Agave nayaritensis         | Gentry                                           | 1982  | |       |
| Agave neglecta             | Small                                            | 1903  | |       |
| Agave nickelsiae           | Rol.-Goss.                                       | 1895  | Agave victoriae-reginae var. laxior Agave victoriae-reginae |       |
| Agave nizandensis          | Cutak                                            | 1951  | |       |
| Agave nuusaviorum          | García-Mend.                                     | 2010  | Agave nuusaviorum subsp. nuusaviorum |       |
| Agave obscura              | Schiede ex Schltdl.                              | 1844  | Agave densiflora Agave polyacantha var. densiflora Agave polyacantha var. xalapensis Agave xalapensis |       |
| Agave ocahui               | Gentry                                           | 1972  | Agave ocahui var. ocahui |       |
| Agave ornithobroma         | Gentry                                           | 1982  | |       |
| Agave oroensis             | Gentry                                           | 1982  | |       |
| Agave ortgiesiana          | L.H.Bailey                                       | 1914  | Agave angustissima var. ortgiesiana Agave colimana Agave schidigera var. ortgiesiana |       |
| Agave ovatifolia           | G.D.Starr & Villarreal                           | 2002  | Agave noah |       |
| Agave pachycentra          | Trel.                                            | 1915  | Agave eichlamii Agave opacidens Agave tenuispina Agave weingartii |       |
| Agave palmeri              | Engelm.                                          | 1875  | |       |
| Agave papyrocarpa          | Trel.                                            | 1913  | Agave papyrocarpa subsp. papyrocarpa |       |
| Agave parrasana            | A.Berger                                         | 1906  | Agave wislizeni subsp. parrasana |       |
| Agave parryi               | Engelm.                                          | 1875  | Agave parryi subsp. parryi Agave applanata var. parryi Agave leopoldii Agave americana var. latifolia Agave chihuahuana Agave parryi f. integrifolia Agave parryi var. truncata Agave patonii |       |
| Agave parvidentata         | Trel.                                            | 1925  | Agave compacta |       |
| Agave parviflora           | Torr.                                            | 1858  | Agave parviflora subsp. parviflora Agave hartmanii |       |
| Agave peacockii            | Croucher                                         | 1873  | Agave ghiesbreghtii var. peacockii Agave macroacantha var. latifolia Agave roezliana var. peacockii |       |
| Agave pelona               | Gentry                                           | 1972  | |       |
| Agave pendula              | Schnittsp.                                       | 1857  | Agave aloina Agave caespitosa Agave noackii Agave noacksii Agave pulcherrima Agave rubrocincta Agave rufocincta Agave sartorii var. caespitosa |       |
| Agave petiolata            | Trel.                                            | 1913  | |       |
| Agave petrophila           | A.García-Mend. & E.Martínez                      | 1998  | Agave gracilis |       |
| Agave phillipsiana         | W.C.Hodgs.                                       | 2001  | |       |
| Agave pintilla             | S.González, M.González & L.Reséndiz              | 2011  | |       |
| Agave polianthiflora       | Gentry                                           | 1972  | |       |
| Agave polyacantha          | Haw.                                             | 1821  | Agave brauniana Agave chloracantha Agave engelmannii Agave flaccifolia Agave muilmannii Agave uncinata |       |
| Agave potatorum            | Zucc.                                            | 1832  | Agave amoena Agave auricantha Agave elegans Agave latifolia Agave potatorum var. verschaffeltii Agave pulchra Agave quadrata Agave saundersii Agave schnittspahnii Agave scolymus var. polymorpha Agave verschaffeltii |       |
| Agave potreriana           | Trel.                                            | 1920  | |       |
| Agave promontorii          | Trel.                                            | 1911  | Agave brandegeei |       |
| Agave pumila               | De Smet ex Baker                                 | 1888  | |       |
| Agave rhodacantha          | Trel.                                            | 1920  | |       |
| Agave rovelliana           | Tod.                                             | 1889  | Agave terraccianoi |       |
| Agave rutteniae            | Hummelinck                                       | 1936  | |       |
| Agave rzedowskiana         | P.Carrillo, Vega & R.Delgad.                     | 2003  | |       |
| Agave salmiana             | Otto ex Salm-Dyck                                | 1859  | Agave salmiana subsp. salmiana Agave atrovirens var. sigmatophylla Agave caratas Agave chinensis Agave cochlearis Agave compluviata Agave dyckii Agave ferdinand-cortezii Agave ferox K.Koch Agave jacobiana Agave lehmannii Agave maximilianea Agave montezumae Agave quiotifera Agave ragusae Agave salmiana var. cochlearis Agave salmiana var. glauca Agave whitackeri |       |
| Agave scaposa              | Gentry                                           | 1982  | |       |
| Agave schidigera           | Lem.                                             | 1861  | Agave filifera var. schidigera Agave filifera subsp. schidigera Agave perplexans Agave taylorii Agave vestita Agave wrightii Littaea rezlii |       |
| Agave schneideriana        | A.Berger                                         | 1915  | |       |
| Agave schottii             | Engelm.                                          | 1875  | Agave schottii var. schottii Agave geminiflora var. sonorae Agave mulfordiana Agave schottii var. serrulata Agave sonorae |       |
| Agave sebastiana           | Greene                                           | 1885  | Agave disjuncta Agave shawii var. sebastiana |       |
| Agave seemanniana          | Jacobi                                           | 1869  | Agave caroli-schmidtii Agave guatemalensis Agave pygmaea Agave scolymus var. seemanniana Agave seemanniana var. perscabra Agave seemanniana subsp. pygmaea Agave seemanniana var. pygmaea Agave tortispina |       |
| Agave shaferi              | Trel.                                            | 1913  | |       |
| Agave shawii               | Engelm.                                          | 1875  | Agave shawii subsp. shawii Agave orcuttiana Agave pachyacantha |       |
| Agave shrevei              | Gentry                                           | 1942  | Agave shrevei subsp. shrevei |       |
| Agave sisalana             | Perrine                                          | 1838  | Agave amaniensis Agave rigida var. sisalana Agave segurae Agave sisalana f. armata Agave sisalana var. armata |       |
| Agave sobolifera           | Houtt.                                           | 1777  | Agave morrisii Agave sobolifera f. spinidentata |       |
| Agave sobria               | Brandegee                                        | 1889  | Agave sobria subsp. sobria Agave affinis Agave carminis Agave slevinii |       |
| Agave spicata              | Cav.                                             | 1802  | Agave cohniana Agave guccifolia Agave hookeri Agave yuccifolia var. caespitosa Agave yuccifolia var. spicata |       |
| Agave striata              | Zucc.                                            | 1832  | Agave striata subsp. striata Agave ensiformis Agave hystrix Agave recurva Agave richardsii Agave striata var. mesae Agave striata var. recurva Agave striata f. recurva Bonapartea hystrix |       |
| Agave stricta              | Salm-Dyck                                        | 1859  | Agave echinoides Agave striata var. echinoides Agave striata subsp. stricta Agave striata var. stricta Agave striata f. stricta Bonapartea stricta |       |
| Agave stringens            | Trel.                                            | 1920  | |       |
| Agave subsimplex           | Trel.                                            | 1911  | |       |
| Agave tecta                | Trel.                                            | 1915  | |       |
| Agave tenuifolia           | Zamudio & E.Sánchez                              | 1995  | |       |
| Agave tequilana            | F.A.C.Weber                                      | 1902  | Agave angustifolia subsp. tequilana Agave palmaris Agave pedrosana Agave pes-mulae Agave pseudotequilana |       |
| Agave thomasiae            | Trel.                                            | 1915  | |       |
| Agave titanota             | Gentry                                           | 1982  | |       |
| Agave toumeyana            | Trel.                                            | 1920  | Agave toumeyana var. toumeyana |       |
| Agave triangularis         | Jacobi                                           | 1865  | Agave hanburyi Agave kerchovei var. inermis Agave rigidissima Agave triangularis var. subintegra |       |
| Agave tubulata             | Trel.                                            | 1913  | Agave ekmanii Agave tubulata subsp. brevituba |       |
| Agave turneri              | R.H.Webb & Salazar-Ceseña                        | 2011  | |       |
| Agave underwoodii          | Trel.                                            | 1913  | |       |
| Agave univittata           | Haw.                                             | 1831  | Agave caerulescens Agave heteracantha var. univittata Agave heteracantha var. vittata Agave lophantha var. angustifolia Agave lophantha var. brevifolia Agave lophantha var. caerulescens Agave lophantha f. caerulescens Agave lophantha var. gracilior Agave lophantha var. pallida Agave lophantha var. poselgeri Agave lophantha var. subcanescens Agave lophantha var. univittata Agave univittata var. angustifolia Agave univittata var. brevifolia Agave univittata var. caerulescens Agave univittata var. caerulescens Agave univittata var. gracilior Agave univittata var. heteracantha Agave univittata var. lophantha Agave univittata var. subcanescens Agave vittata                                                                                                  |       |
| Agave utahensis            | S.Watson                                         | 1871  | Agave haynaldii var. utahensis Agave newberyi Agave scaphoidea Agave utahensis var. discreta Agave utahensis var. scaphoidea |       |
| Agave valenciana           | Cházaro & A.Vázquez                              | 2005  | |       |
| Agave vazquezgarciae       | Cházaro & J.A.Lomelí                             | 2006  | |       |
| Agave vera-cruz            | Mill.                                            | 1768  | Agave breviscapa Agave cyanophylla Agave haworthiana Agave lepida Agave lurida Agave magni Agave manguai Agave mexicana Agave polyphylla Agave vera-crucis Agave vernae |       |
| Agave vicina               | Trel.                                            | 1913  | Agave vivipara var. cabaiensis Agave vivipara var. cuebensis |       |
| Agave victoriae-reginae    | T.Moore                                          | 1875  | Agave victoriae-reginae subsp. victoriae-reginae Agave consideranti Agave ferdinandi-regis Agave victoriae-reginae f. dentata Agave victoriae-reginae f. latifolia Agave victoriae-reginae f. longifolia Agave victoriae-reginae f. longispina Agave victoriae-reginae f. ornata Agave victoriae-reginae f. stolonifera |       |
| Agave vilmoriniana         | A.Berger                                         | 1913  | Agave eduardi Agave houghii Agave mayoensis |       |
| Agave vivipara             | L.                                               | 1753  | |       |
| Agave vizcainoensis        | Gentry                                           | 1978  | |       |
| Agave wallisii             | Jacobi                                           | 1871  | |       |
| Agave warelliana           | Baker                                            | 1877  | |       |
| Agave weberi               | J.F.Cels ex J.Poiss.                             | 1901  | Agave franceschiana |       |
| Agave wercklei             | F.A.C.Weber ex Wercklé                           | 1907  | |       |
| Agave wildingii            | Tod.                                             | 1889  | |       |
| Agave wocomahi             | Gentry                                           | 1942  | |       |
| Agave xylonacantha         | Salm-Dyck                                        | 1859  | Agave amurensis Agave carchariodonta Agave heteracantha var. splendens Agave hybrida Agave kochii Agave perbella Agave splendens Agave univittata var. carchariodonta Agave vanderdonckii Agave xylacantha |       |
| Agave zebra                | Gentry                                           | 1972  | |       |

### Espèces les plus courantes

#### Agave americana

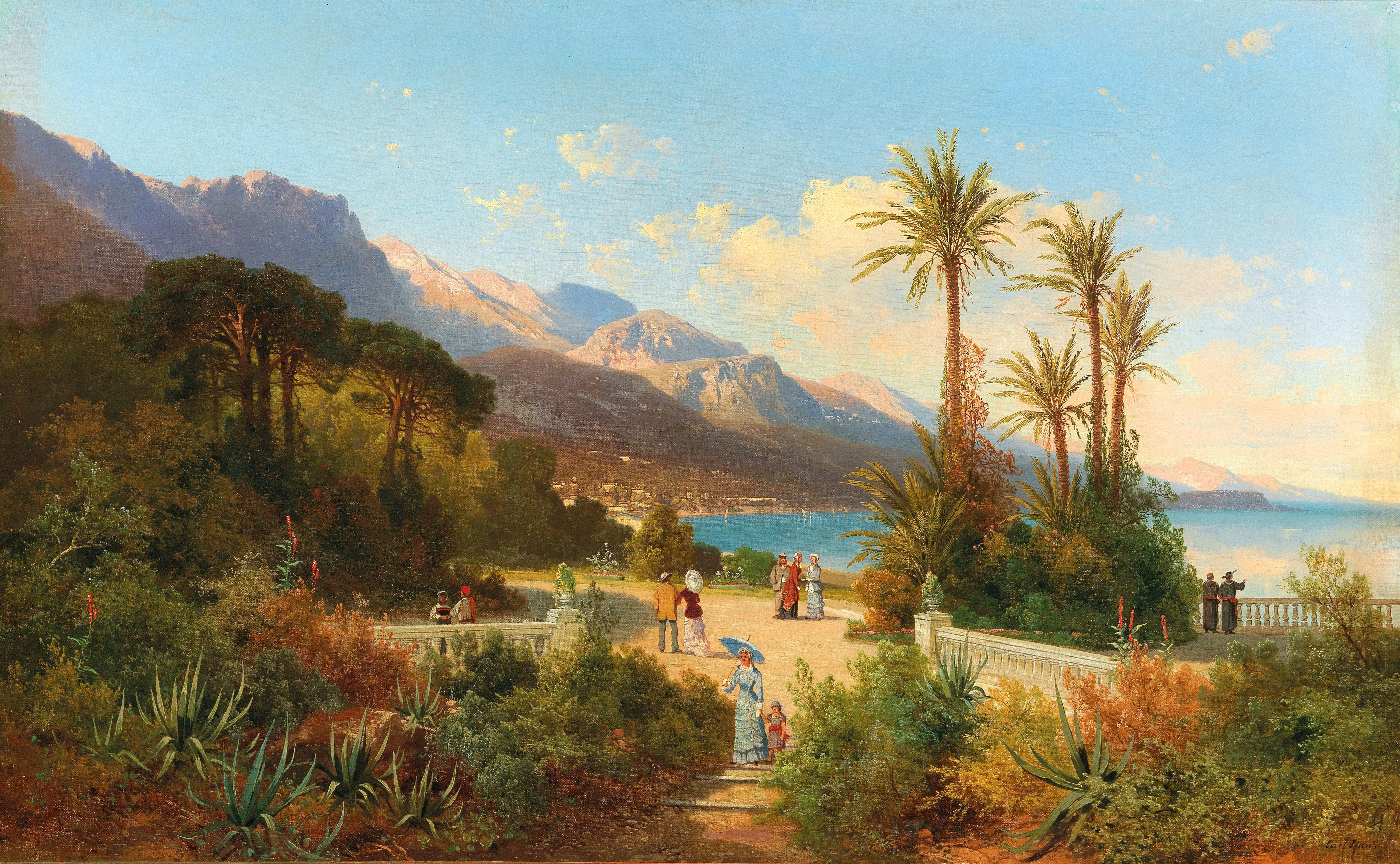
Été sur la Côte d'Azur par Carl Hasch (vers 1890). On note des Agave americana au premier plan.

Agave americana est l'espèce la plus connue. Il est parfois aussi appelé maguey (au Mexique), Aloes Américain Aloe (mais il ne fait pas partie de la famille des Aloe), ou encore « plante centenaire » par allusion à sa longévité. Le délai nécessaire à la floraison est de plusieurs années, mais dépend aussi de la vigueur de l'individu, de la richesse du sol et du climat.
Agave americana a été introduit en Europe vers le milieu du XVIe siècle. Il s'est répandu dans le milieu naturel tout autour de la Méditerranée, bien qu'il craigne les fortes gelées.
Il est cultivé pour son bel aspect, avec une bande jaune sur le bord de feuilles (var. marginata), ou une bande blanche dans le milieu des feuilles (var. medio-picta).
Comme les feuilles se déroulent du centre de la rosette vers l'extérieur, on voit nettement la trace des épines sur le bord extérieur des feuilles au cœur de la rosette.
Il se reproduit très rapidement par ses rejets.

#### Agave attenuata
Agave attenuata est originaire du centre du Mexique, mais il est rare dans son habitat naturel. Contrairement à la plupart des espèces d'agave, Agave attenuata a une hampe florale courbe dont il tire un de ses nombreux surnoms : Agave queue de renard.
Agave attenuata est aussi cultivé comme une plante de jardin. Contrairement à beaucoup d'agaves, Agave attenuata n'a pas de fortes épines. C'est donc une plante idéale pour les bords de sentiers.

#### Agave tequilana
Agave tequilana ou Agave bleu est utilisé pour la production de la boisson nationale appelée Tequila.
Dans l'État de Jalisco au Mexique, plus de 34 658 hectares de territoire ont été déclarés comme patrimoine mondial par l'UNESCO afin de protéger les plantations d'agave bleu de la région.

## Utilisations

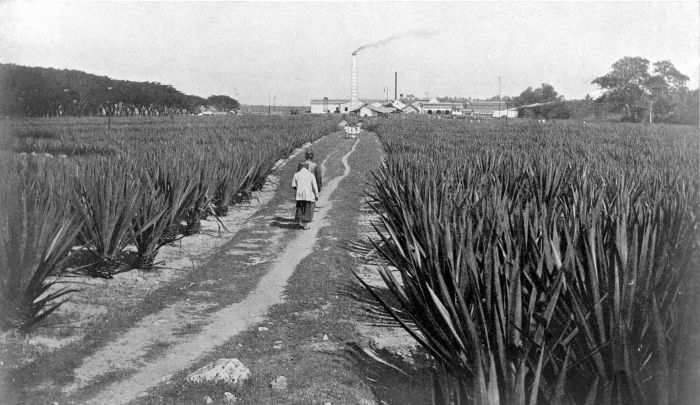
Culture industrielle d'agave et usine produisant en Indonésie des fibres végétales au sein d'une association professionnelle dite « Amsterdam », début du XXe siècle.

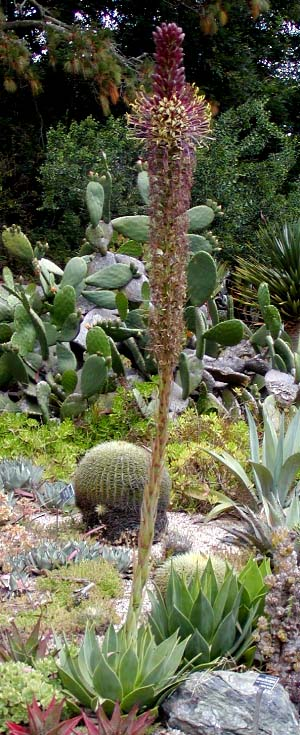
Agave chiapensis en fleurs.

### Utilisations alimentaires
Dans l'agave sont comestibles : les fleurs, les feuilles (surtout au printemps quand elles sont riches en sève), les tiges florales (torréfiées, elles sont sucrées comme de la mélasse), et la sève aussi appelée aguamiel (=miel-eau). (Davidson 1999).
Aujourd'hui on peut trouver des dérivés alimentaires dans les supermarchés et épiceries : le sucre d'agave.
Avant l'arrivée des Espagnols, les peuples originaires d'Amérique produisaient le pulque (ou Octli), une boisson faiblement alcoolisée par fermentation du suc de Agave atrovirens prélevé en coupant la hampe florale. Il contient 12 % à 15 % de sucre. Les conquistadors ont distillé cette boisson pour obtenir le mesqual et la tequila à partir des cœurs de l'agave bleu nommé agave tequilana.
Le mezcal est un spiritueux à base d'agave d'origine mexicaine. Il est très populaire dans l'État de Oaxaca.
Moins connu à l'échelle mondiale, le bacanora est un autre type de spiritueux à base d'agave. Il provient de l'État de Sonora au Mexique.
En 2001, le gouvernement mexicain et l'Union Européenne ont défini une appellation contrôlée « 100 % Blue Agave Tequila ». Elle doit être obtenue à partir de l'espèce « Weber Blue Agave » selon des méthodes bien définies et dans certains États du Mexique seulement.

### Autres utilisations domestiques
Les feuilles de plusieurs espèces fournissent des fibres : Agave rigida var. sisalana, chanvre-Sisal, Agave decipiens, chanvre faux-Sisal. Agave americana est à l'origine de la fibre « pita » utilisée comme fibre végétale au Mexique, dans les Antilles et le sud de l'Europe. Séchées, les tiges peuvent être utilisées pour fabriquer des sortes de flûtes. Séchée et coupée en tranches, la hampe florale fournit des rasoirs, et le jus tiré des feuilles; de la mousse semblable à celle du savon. Les indigènes du Mexique utilisent l'agave pour faire des stylos, des clous et des aiguilles. La plante est aussi largement utilisée pour des haies le long des chemins de fer.
Le sirop d'agave (également appelé « nectar d'agave ») est utilisé comme une alternative au sucre en cuisine. Mais c'est surtout à partir de l'agave que sont produits la tequila et le mezcal, deux liqueurs d'Amérique latine.

### Utilisations médicales
Les feuilles prises par voie orale sont utilisées pour traiter la constipation et la flatulence ou comme diurétique. Les racines sont prises par voie orale pour traiter les articulations arthritiques.

### Valorisation énergétique des déchets d'Agave
La bagasse d'Agave peut être méthanisée ou séchée et brûlée ou faire l'objet d'une carbonisation hydrothermale pour en tirer de l'énergie.

### Utilisations textiles
Les fibres végétales de l'agave sont exploitées durant la période précolombienne dans diverses régions d'Amérique. Elles sont ensuite mélangées puis progressivement remplacées par les fibres de coton qui lui seront préférées durant la colonisation. Le lien entre le travail des fibres végétales de l'agave et des natifs-américains est encore vivace, mais son utilisation sur le plan industriel ne se fait qu'à titre de composante végétale alternative et occasionnelle.

## Pouvoir irritant
Le jus de nombreuses espèces d'agaves peut provoquer, par contact cutané, une dermatite, due à des agents irritants contenus dans le suc de la plante : oxalate de calcium, saponine irritante. Le mal de agaveros est une dermatite irritative dont souffrent, au Mexique, les travailleurs manipulant des agaves pour la fabrication de la tequila. On rapporte en Europe des cas de dermatite purpurique chez des jardiniers ayant coupé des agaves à la tronçonneuse.

## Rôle culturel
La plante d'agave est associée dans la culture aztèque à la déesse Mayahuel. Elle aurait été transformée en cette plante à la suite de la colère des autres divinités.
L'agave représente un symbole culturel important de la culture mexicaine dû à sa forte présence dans son histoire.